# Факультет фізики та астрономії Гайдельберзького університету
49°24′59″ пн. ш. 8°40′23″ сх. д. / 49.41639° пн. ш. 8.67306° сх. д.
Факультет фізики та астрономії (нім. Fakultät für Physik und Astronomie) — факультет Гайдельберзького університету. Факультет в його сучасному вигляді був створений 1970 року, кафедра фізики в університеті була заснована 1556 року, а лекції з фізики читались з перших років існування університету. На кафедрах, що пізніше увійшли в склад факультету, в різні роки працювали нобелівські лауреати Філіпп Ленард (премія 1905 року), Вальтер Боте (1954) і Ганс Єнсен (1963), а Густав Кірхгоф тут 1859 року відкрив спектральний аналіз.
Факультету підпорядковані 4 фізичні науково-інститути і Центр астрономії, що об'єднує 3 астрономічні науково-дослідні установи. На факультеті діє міжнародна англомовна аспірантура — Heidelberg Graduate School for Physics (HGSFP).

## Історія
В перші сторіччя існування Гайдельберзького університету фізика викладалась на фікультеті мистецтв і ґрунтувалась на теорії Арістотеля. Перша лекція з фізики в Гайдельберзі була прочитана Гейльманнусом Вунненбергом, другим ректором університету, в 1387 році, — наступного року після заснування університету. Після тривалих дискусій (за участі Філіпа Меланхтона, сподвижника Лютера) у 1556 році була створена постійна професорська кафедра фізики.
Університет переривав викладання під час Тридцятилітньої війни і відновив роботу 1662 року. Кафедру фізики зайняв Йоганнес Лейнешлосс, якому вдалось відокремити фізику від аристотелівської доктрини. Однак 1697 року за вказівкою курфюрста університет був захоплений єзуїтами в рамках повторного окатоличення Пфальцу. На деякий час було повернуто викладання фізики за Арістотелем, але поступово гору все-таки взяв сучасний підхід до фізики, що спирався на експеримент і математику.
Була заснована кафедра експериментальної та математичної фізики, яку в 1752 році зайняв єзуїт Християн Маєр. Він здобув славу як дослідник подвійних зір, але це не завадило тому, що 1774 року, проти його волі, кафедра була розділена. Області статики, оптики та гідравліки були оголошені підрозділами математики, а сама фізика була зведена до опису природи. В період Романтизму (кінець XVIII — початок XIX століття) в центрі уваги опинились хімія, мінералогія та метеорологія, а 1817 року кафедра хімії була відокремлена від кафедри фізики.

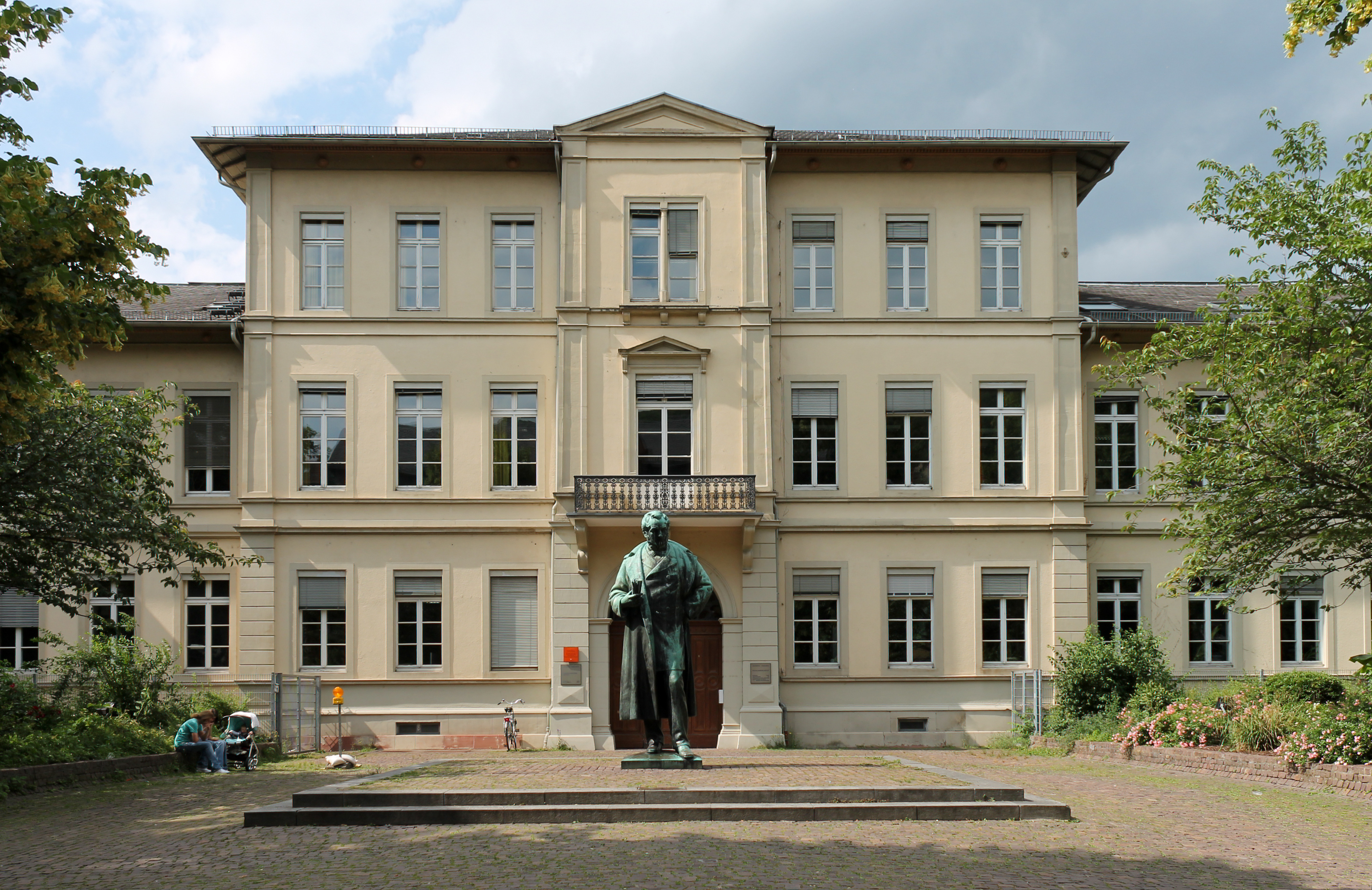
, колишній фізичний корпус Гайдельберзького університету, і статуя Роберта Бунзена

Коли 1846 року на посаду гейдельберзького професора фізики запросили Філіпа Жоллі, він поскаржився Міністерству освіти Бадена, що університету бракує фізичної лабораторії та наукових інструментів, і так зумів використати переговори про своє призначення на посаду, щоб ініціювати будівництво нового будинку для природничих наук (Фрідріхсбау).

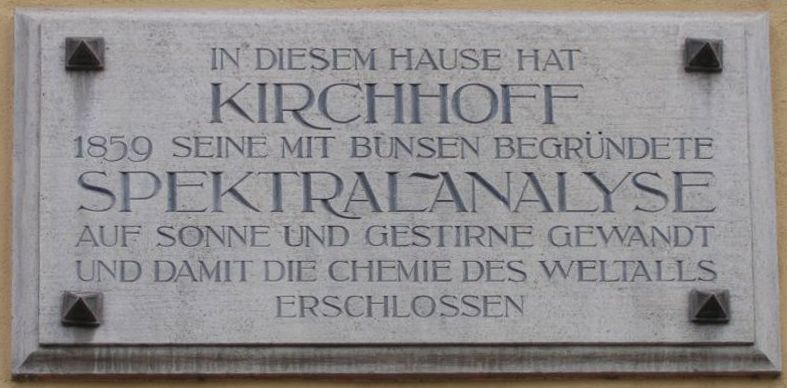
Меморіальна дошка в будинку на Гауптштрасе, де Кірхгоф і Бунзен 1859 року відкрили спектральний аналіз

1854 року наступником Джоллі став Густав Роберт Кірхгоф. 1859 року він разом з Робертом Бунзеном відкрив спектральний аналіз, який пізніше дав ключ до розуміння будови атома. Також в Гайдельберзі Кірхгоф вперше проаналізував сонячний спектр, визначив поняття ідеально чорного тіла і виявив, що електричні хвилі поширюються по дроту зі швидкістю світла. Його концепція лекцій з фізики формувала викладання фізики в університеті аж до 1920-х років. За 20 років на посаді Гельмгольц перетворив Гайдельберг в потужний центр фізичних досліджень.
Коли 1875 року Кірхгоф пішов з посади і переїхав до Берліна, його наступником на кафедрі фізики став Георг Квінке. Квінке керував кафедрою 32 роки. Під час його перебування на посаді міністерським рішенням 1890 року природничо-математичний факультет був відділений від філософського факультету. Серед студентів, що відвідували лекції Квінке з фізики, були Макс Вольф і Філіпп Ленард. Пізніше Вольф став одним з піонерів астрофотографії і побудував Баденську державну обсерваторію (відкрита 1898 року; нині Обсерваторія Гайдельберг-Кенігштуль, підпорядкована факультету фізики та астрономії). А Філіпп Ленард працював в Бонні та Кілі, отримав Нобелівську премію з фізики 1905 року за дослідження катодних променів і 1907 повернувся в Гайдельберг як наступник Квінке на посаді професора. Його висока наукова репутація допомогла 1912 року звести окрему будівлю для гайдельберзьких фізиків — Фізичний інститут на вулиці Філозофенвеґ (нім. «дорога філософів») на схилі гори Гайліґенберґ. З іншого боку, Ленард відзначився антисемітизмом, відкритою підтримкою НСДАП, неприйняттям теорії відносності Ейнштейна і винайденням ізоляціоністського поняття «німецька фізика».

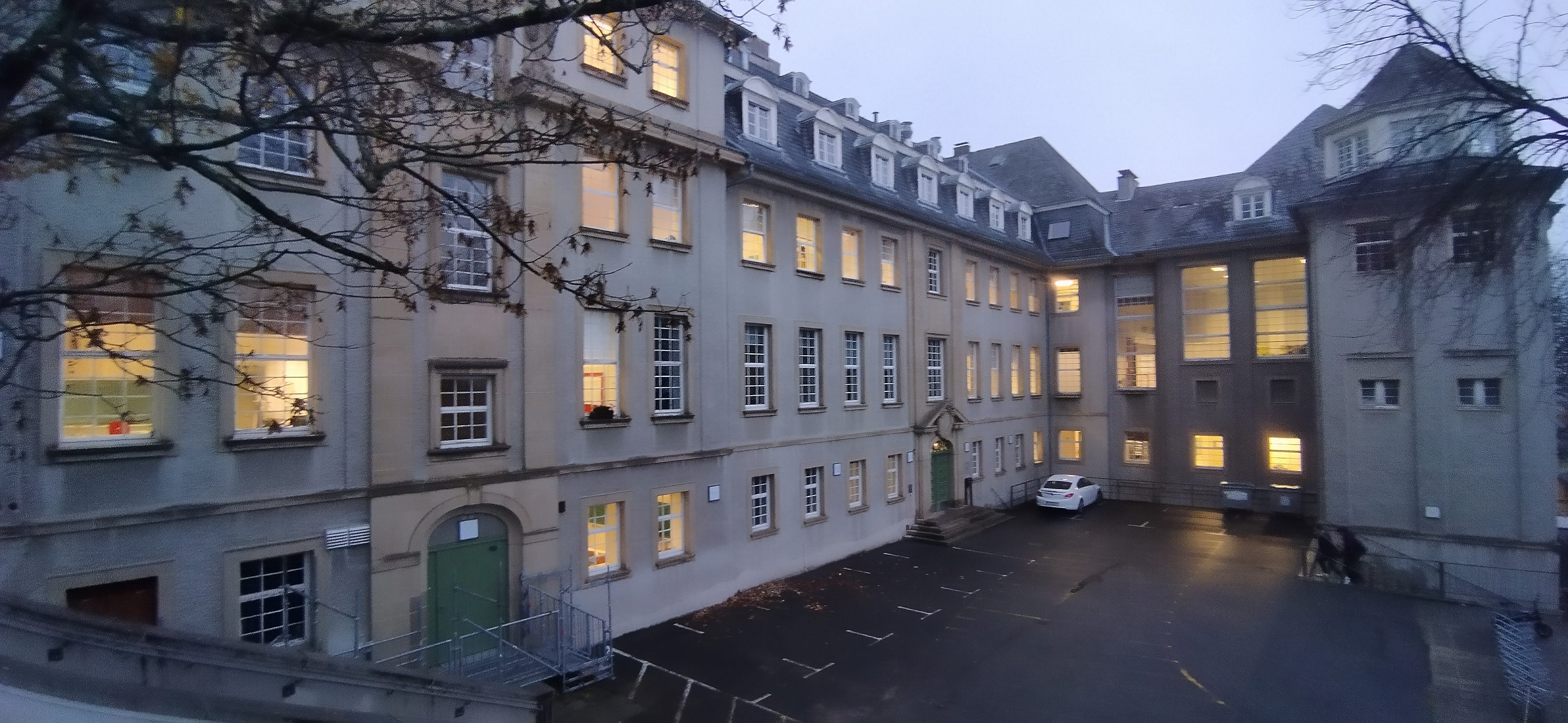
Будівля Фізичного інституту на Філозофенвеґ

1931 року Філіпп Ленард пішов на пенсію, і його наступником 1932 року став фізик-ядерник Вальтер Боте, учень Макса Планка, Ернеста Резерфорда і Ганса Гейгера, майбутній нобелівський лауреат (1954). Сформований міжнародною фізикою, Вальтер Боте не витримав протистояння з «німецькою фізикою» і покинув Фізичний інститут, перейшовши 1934 року на посаду керівника фізичним відділом Інституту медичних досліджень імені Кайзера Вільгельма, — іншої наукової установи, розташованої в Гайдельберзі. Вільна від ідеології наукова політика Боте допомогла Гейдельбергу в середині XX століття повернути світову славу фізичного наукового центру.
За ініціативою Боте 1948 року керівником Фізичного інституту був призначений Ганс Єнсен. Пізніше Єнсен заснував Інститут теоретичної фізики, створив теорію оболонкової моделі атомного ядра і 1963 року отримав Нобелівську премію.
Факультет фізики та астрономії Гейдельберзького університету був створений 1970 року одночасно із факультетами математики, хімії, біології, фармації та наук про Землю, що всі разом увійшли до складу «природничо-математичного об'єднаного факультету» (нім. Naturwissenschaftlich — Mathematischen Gesamtfakultät).

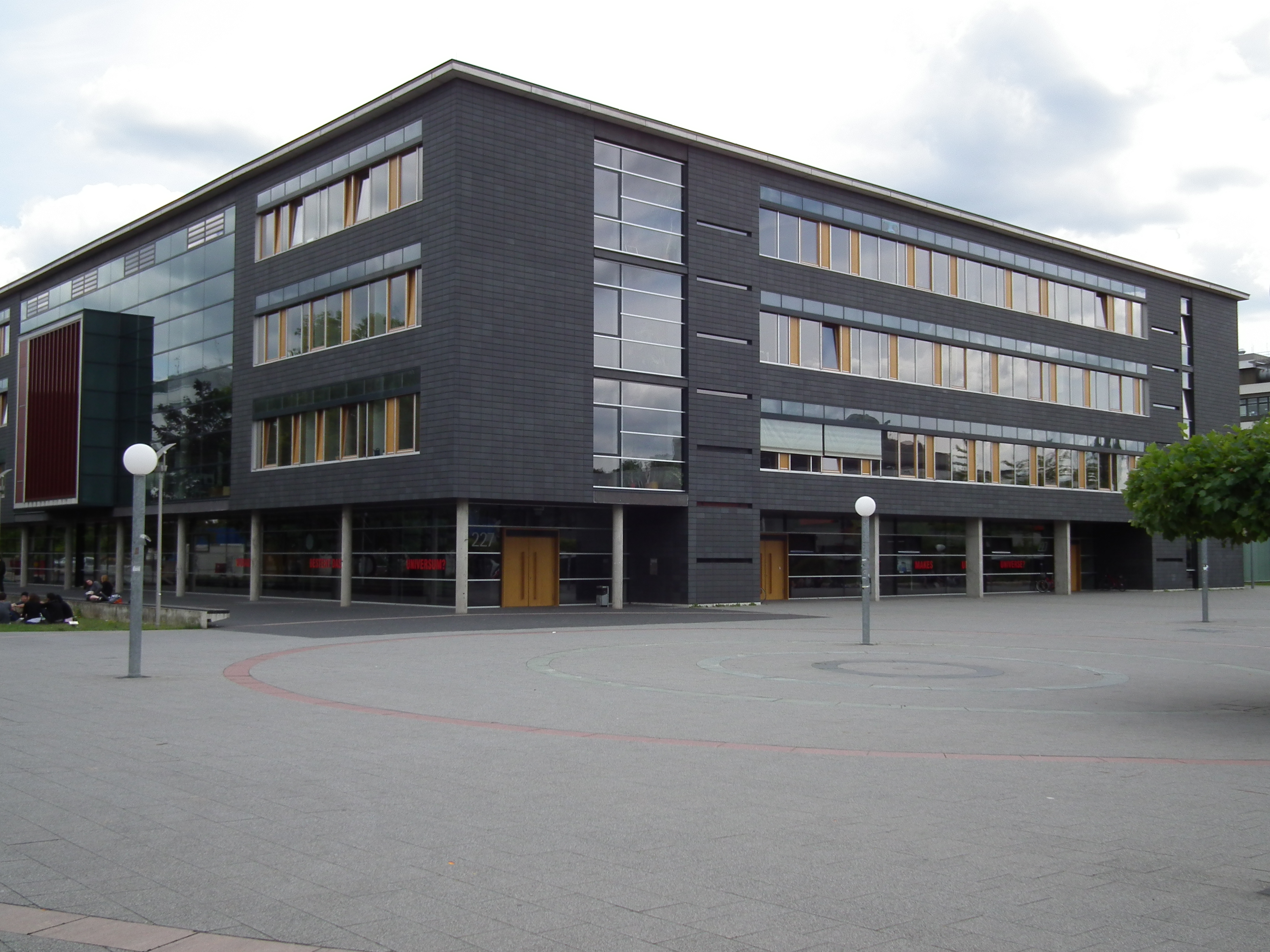
Інститут фізики Кірхгофа

До складу факультету увійшли й університетські науково-дослідні інститути фізичної спрямованості. На рубежі тисячоліть після злиття Інституту прикладної фізики та Інституту фізики високих енергій у складі факультету був створений Інститут фізики Кірхгофа. 2005 році шляхом об'єднанням трьох державних науково-дослідних інститутів і переводу їх в підпорядкування університету виник Центр астрономії Гайдельберзького університету.
В 2010-ті роки факультет переїхав з будівлі Фізичного інституту на Філозофенвеґ в нову будівлю на кампусі університету в районі Ноєнгаймер-Фельд, суміжну з Інститутом фізики Кірхгофа.

## Наукові інститути
- Центр астрономії Гайдельберзького університету (Zentrum für Astronomie Heidelberg, ZAH)
  - Інститут астрономічних обчислень (Astronomisches Rechen-Institut, ARI)
  - Інститут теоретичної астрофізики (Institut für Theoretische Astrophysik, ITA)
  - Обсерваторія Гайдельберг-Кенігштуль (Landessternwarte, LSW)
- Інститут фізики (Physikalisches Institut, PI)
- Інститут теоретичної фізики (Institut für Theoretische Physik, ITP)
- Інститут фізики навколишнього середовища (Institut für Umweltphysik, IUP)
- Інститут фізики Кірхгофа (Kirchhoff-Institut für Physik, KIP)